# Ейрі (кратер)

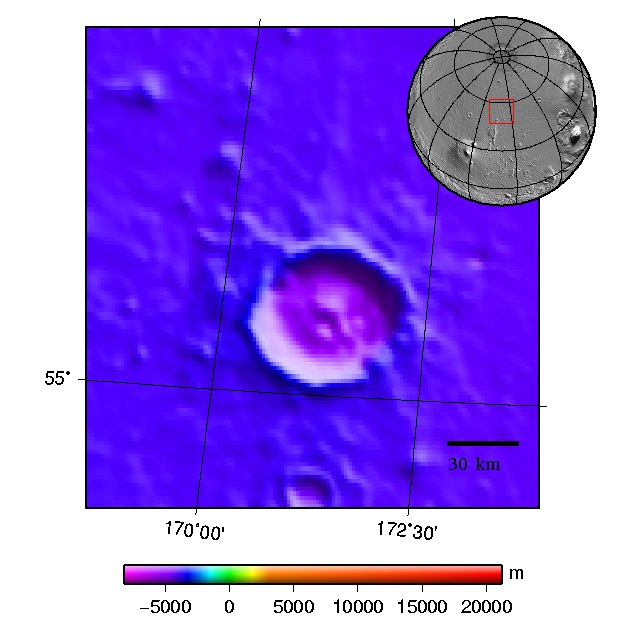

Ейрі — 43-кілометровий марсіанський метеоритний кратер, розташований на Плато Меридіана.
Німецькі астрономи Вільгельм Бер та Йоганн Генріх фон Медлер при створенні першої мапи марсіанської поверхні у 1830—32 рр. обрали цей кратер за точку відліку для нульового меридіана Марса. Їх вибір підтримав італійський астроном Джованні Скіапареллі, коли складав свої карти Марса 1877 року.
Усередині кратера Ейрі є невеликий кратер Ейрі-0 (діаметром близько 500 м), який обрано як орієнтир для нульового меридіана Марса для точніших карт, складених за допомогою космічних апаратів наприкінці XX-го сторіччя. Кратер названо на честь британського астронома, сера Джорджа Бідделла Ейрі.
Марсохід «Оппортьюніті» у своїй місії на Плато Меридіана перебував за 375 км на північний захід від цього кратера.

## Інтернет-ресурси
- USGS: Gazetteer of Planetary Nomenclature, Airy [Архівовано 19 жовтня 2011 у Wayback Machine.]